# O.N.I.F.C.
O.N.I.F.C. (sigla di Only Nigga In First Class - "il solo negro in prima classe", o nella versione modificata One Night In First Class - "una notte in prima classe"), è il secondo studio album di Wiz Khalifa. La sua uscita era prevista per il 18 settembre 2012, ma posticipata al 4 dicembre 2012. Il titolo prende ispirazione dall'album H.N.I.C. di Prodigy.

## Registrazione
Per promuovere l'album prima dell'uscita, Wiz Khalifa ha registrato il mixtape Taylor Allderdice, che prende il nome dalla scuola Taylor Allderdice High School in cui il rapper si è diplomato nel 2006. Il mixtape è stato pubblicato il 13 marzo 2012.
I featuring sono con 2 Chainz, 50 Cent, Berner, Busta Rhymes, Chevy Woods, Curren$y, Juicy J, Lola Monroe, Smoke DZA e The Weeknd mentre la produzione è gestita da 1500 or Nothin',  I.D. Labs, The Neptunes, Rico Love, StarGate, Pharrell Williams, Benny Blanco e will.i.am.
Il 23 aprile 2012 viene pubblicato il singolo Work Hard, Play Hard prodotto dal team Stargate e da Benny Blanco.

## Tracklist
1. "Intro"
2. "Paperbond"
3. "Bluffin'"
4. "Let It Go"  (featuring Akon)
5. "The Bluff" (featuring Cam'ron)
6. "Work Hard, Play Hard"
7. "Got Everything" (featuring Courtney Noelle)
8. "Fall Asleep"
9. "Time"
10. "It's Nothin'" (featuring 2 Chainz)
11. "Rise Above" (featuring Pharrell)
12. "The Plan" (featuring Juicy J)
13. "Remember You" (featuring The Weeknd)
14. "Medicated"  (featuring Chevy Woods and Juicy J)